# Képler Laveran Lima Ferreira
Képler Laveran Lima Ferreira (født 26. februar 1983), kendt som Pepe (brasiliansk portugisisk: [ˈpɛpi] ), er en tidligere professionel fodboldspiller der spillede for FC Porto og på Portugals landshold, hovedsagelig som central forsvar.
I løbet af sin karriere spillede han for Marítimo, Porto og Real Madrid, med individuel succes med de to sidstnævnte klubber. Brasilianskfødte Pepe repræsenterede Portugal på internationalt plan.

## Ekstern henvisning
- Wikimedia Commons har flere filer relateret til Képler Laveran Lima Ferreira
- Képler Laveran Lima Ferreiras opslag i Munzinger Sportsarchiv (tysk)
- Képler Laveran Lima Ferreiras spillerprofil hos FIFA (engelsk)
- Képler Laveran Lima Ferreiras spillerprofil hos UEFA (engelsk)
- Képler Laveran Lima Ferreiras spillerprofil hos Tyrkiets fodboldforbund (engelsk)
- Képler Laveran Lima Ferreiras profil hos L’Équipe (fransk)
- Képler Laveran Lima Ferreiras profil hos EU-football.info (engelsk)
- Képler Laveran Lima Ferreiras spillerprofil på Transfermarkt (engelsk)
- Képler Laveran Lima Ferreiras spillerprofil på national-football-teams.com (engelsk)
- Képler Laveran Lima Ferreiras profil på WorldFootball.net (engelsk)
- Képler Laveran Lima Ferreiras spillerprofil på Soccerbase.com (engelsk)